# Midas Kapiti
Midas Kapiti (нынешняя корпорация Misys) — британская компания, специализирующаяся на создании программного обеспечения для банков.

## История компании
Kingsley-Smith и Ассоциация (аббр. KSA) была сформирована в 1972 году, первоначально в качестве компании, предоставляющей полное обслуживание программного обеспечения в составе 5 человек, обслуживающих производственные предприятия, банковские структуры и страховых компании, включая Великобританию. К 1973 году компания уже расширила кадровый состав до 20 человек и начала фокусироваться на банках Великобритании и иностранных банках, которые имели операционную деятельность в Лондоне. KSA понял о существований разрыва в программном обеспечении предназначенном для банков, в то же время IBM выпустила программу SYSTEM/32, позже именуемый как IBM 5320, в качестве новой уменьшенной ПК системы, которая могла быть легко запрограммирована на RPG (Report program generator — генератор программных отчетов). Дэвид Шоу создал программную систему MIDAS в 1972 году.
В 1977 году Самуэль Монтегю, занимавший руководящую должность в Торгово-финансовом банке, включая Мидланд Банк, а также совладелец KSA, полностью изменил KSA/Midas в BIS (Bank for International Settlements — Банк международных расчетов), который был открытым акционерным обществом с пониженной активностью, официально изменив название BIS PLC на Midas Kapiti PLC (PLC — ОАО).
В 1978 году компания была куплена корпорацией Nynex, которая является недавно разъединенной дочерней организацией AT&T, и к 1978 году Midas поставил систему для учета банковской деятельности более 900 банков из 1000 самых крупных банков мира. Midas стал стандартной системой для банков всего мира к концу 1970-х и остается самой успешной банковской системой мира.
С 1973 году компания Midas, поставляющая систему для банков, лидирует на рынке с растущим числом клиентов со всего мира, и предоставляет больше возможностей, чем любая другая компания.